# Bande dessinée suédoise
La bande dessinée suédoise est produite par des auteurs suédois ou par extension finlandais de langue suédoise (comme Tove Jansson). Son histoire est ancienne et elle est particulièrement dynamique depuis les années 1990.

## Documentation
- (en) Fredrik Strömberg, Swedish Comics History, Seriefrämjandet, 2003.
- Fredrik Strömberg (trad. de l'anglais par Jean-paul Jennequin), Histoire de la bande dessinée Suédoise, Montrouge, PLG, coll. « Mémoire Vive », janvier 2015, 200 p. (ISBN 978-2-917837-20-7)